# 6508 Rolcik
A 6508 Rolcik (ideiglenes jelöléssel 1982 QM) a Naprendszer kisbolygóövében található aszteroida. Antonín Mrkos fedezte fel 1982. augusztus 22-én.